# Современное пятиборье на летней Спартакиаде народов СССР 1986
Соревнования по современному пятиборью IX летней Спартакиады народов СССР проводили в столице Эстонии городе Таллине с 20 по 30 сентября 1986 года. Награды разыгрывались в личном первенстве и эстафете. 
В соревнования принимали участие спортсмены в возрасте не старше 23 лет (1963 г.р. и младше). Командный турнир проводился в виде эстафеты, за главный приз Спартакиады боролись 15 команд, представлявших союзные республики, города Москвы и Ленинград.
Это была последняя Спартакиада народов СССР, где современное пятиборье было представлено в программе соревнований как вид спорта.

## IX Спартакиада народов СССР. Мужчины. Личное первенство
* Победитель и призеры. Личное первенство. Итоговые результаты.
| Место | Спортсмен          | Республика, город, спортивное общество | Сумма очков |
| ----- | ------------------ | -------------------------------------- | ----------- |
| 1.    | Олег Наседкин      | Молдавская ССР                         | 5515        |
| 2.    | А. Молчанов        | Украинская ССР                         | 5499        |
| 3.    | Вахтанг Ягорашвили | Грузинская ССР                         | 5494        |
| 4.    | Григорий Куватов   | Таджикская ССР                         | 5478        |
| 5.    | И. Боровиков       | Казахская ССР                          | 5454        |
| 6.    | Г. Юферов          | Ленинград                              | 5454        |

10. А. Микрюков  Киргизская ССР
Победитель и призеры. Эстафета. Итоговые результаты.
| Место | Спортсмен                                                | Республика, город | Сумма очков |
| ----- | -------------------------------------------------------- | ----------------- | ----------- |
| 1.    | Л. Витославский А. Новиков П. Корчуганов А. Пучкаревский | Москва            | 7062        |
| 2.    | А. Кушнаренко А. Макеев И. Шварц А. Тропин               | РСФСР             | 6893        |
| 3.    | О. Наседкин В. Барановский А. Старжевский С. Штепу       | Киргизская ССР    | 6886        |
| 4.    | В. Гаврилов В. Кецерас А. Мерзлов Г. Юферов              | Ленинград         | 6862        |
| 5.    | И. Боровиков Е. Ершов Б. Русанов М. Соболев              | Казахская ССР     | 6620        |
| 6.    | А. Молчанов Б. Михалусь И. Панин И. Удод                 | Украинская ССР    | 6496        |

## Спартакиада общекомандный зачет.
| Место | Республика, город   | Сумма очков |
| ----- | ------------------- | ----------- |
| 1.    | Москва              | 193,5       |
| 2.    | Молдавская ССР      | 167,5       |
| 3.    | Ленинград           | 133         |
| 4.    | РСФСР               | 113         |
| 5.    | Украинская ССР      | 109         |
| 6.    | Казахская ССР       | 101         |
| 7.    | Киргизская ССР      | 66          |
| 8.    | Таджикская ССР      | 47,5        |
| 9.    | Эстонская ССР       | 36          |
| 10.   | Грузинская ССР      | 31          |
| 11.   | Литовская ССР       | 101         |
| 12.   | Узбекская ССР       | 66          |
| 13.   | Белорусская ССР     | 47,5        |
| 14.   | Армянская ССР       | 36          |
| 15.   | Азербайджанская ССР | 31          |